# Jakobselva (Vadsø)
Die Jakobselva (nordsamisch: Ánnejohka, finnisch Annijoki) ist ein Fluss in den Kommunen Vadsø und Nesseby im Fylke Finnmark in Nord-Norwegen.
Der Fluss wird auch als Vestre Jakobselva (Vestre = deutsch „Westliche“) bezeichnet zur Unterscheidung des gleichnamigen Flusses an der norwegisch-russischen Grenze.
Er hat seinen Ursprung im Zentrum der Varangerhalbinsel, fließt in südlicher Richtung und mündet bei dem Ort Vestre Jakobselv – 17 km westlich von Vadsø – in den Varangerfjord. Der Fluss verläuft streckenweise im Varangerhalvøya-Nationalpark.
Mit dem Programm Verneplan I for vassdrag steht der Fluss seit 1973 unter besonderem Schutz.

## Fauna
Der Fluss ist ein beliebter Fluss zum Lachsfischen. Lachse können 20–30 km flussaufwärts wandern.